# 卡拉波山
09°57′49″S 77°04′23″W / 9.96361°S 77.07306°W

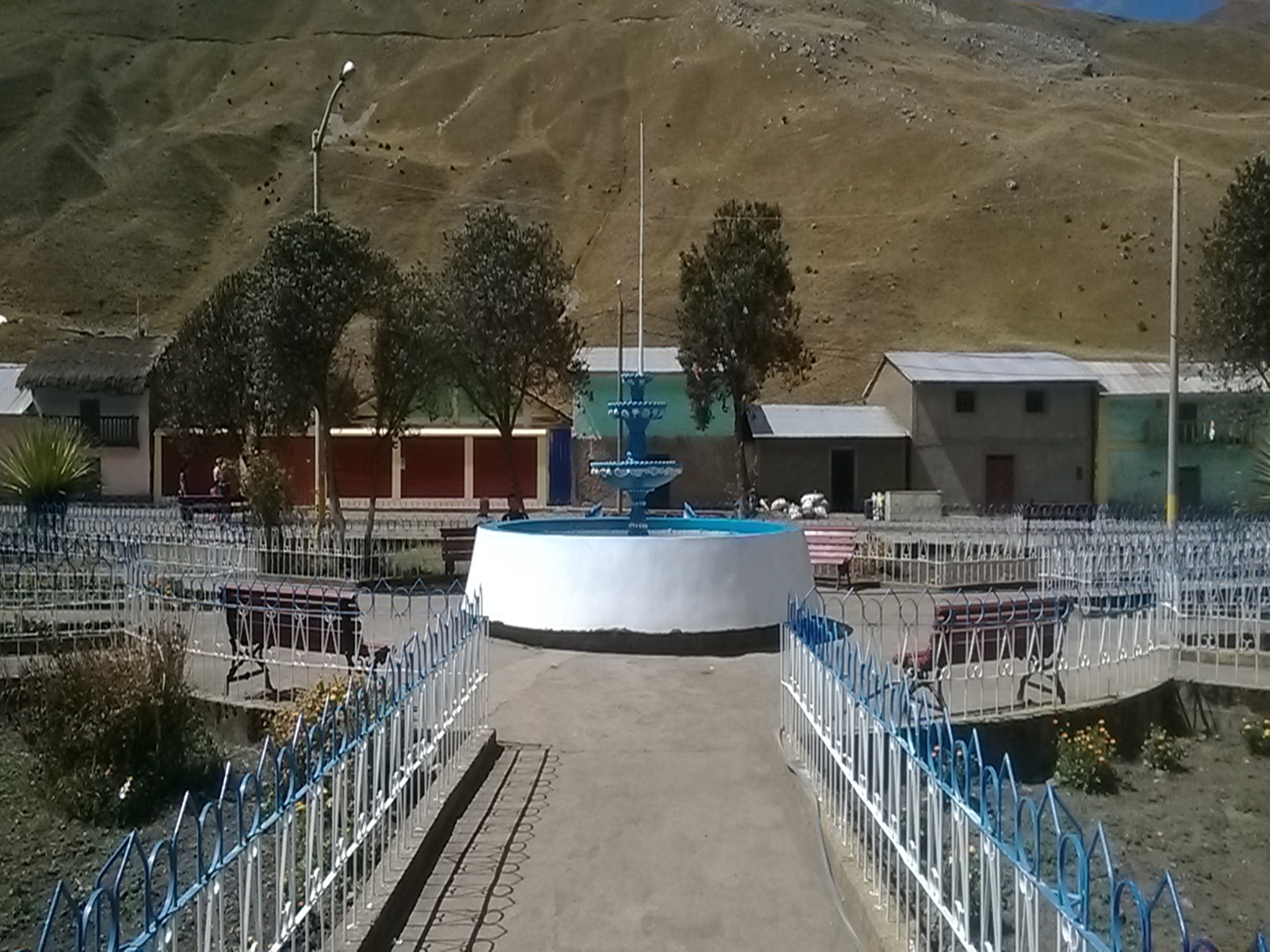

卡拉波山（Calapo），是秘魯的山峰，位於該國北部安卡什大區，由博洛涅西省的阿基亞區負責管轄，屬於瓦良卡山脈的一部分，海拔高度4,800米。